# Autogena, kotlárna, dílna strojnická a autogenní svařování, O. Schwippel & K. Pálka
Autogena, kotlárna, dílna strojnická a autogenní svařování, O. Schwippel & K. Pálka, společnost s r. o. byla společnost, jež vznikla v roce 1911 na Pražském Předměstí u Hradce Králové a zabývala se zejména strojnictvím a kotlářstvím.

## Historie
Firma byla zapsána 13. září 1911 a jejími jednateli byli: Ing. Otto Schwippel z Hradce Králové a Ing. Karel Pálka z Pražského Předměstí. Společnost vyráběla a opravovala kotle, nádrže, cukrovarnická, lihovarnická a textilní zařízení. Kromě toho svařovala trhliny kotlů a jiných kovových zařízení a opravovala všechny stroje. Hospodaření firmy nebylo dobré, takže mnohdy docházelo k rozprodávání jejího inventáře, aby se získala nutná hotovost. Ing. Otto Schwippel posléze odešel jinam, aby nakonec skončil jako přednosta stavebního odboru Škodových závodů v Plzni. Zemřel 20. února 1942 v Praze. K výmazu společnosti došlo krátce po vypuknutí 1. světové války.
V podnikání dále pokračoval jen Karel Pálka, který v roce 1915 na III. válečnou půjčku upsal 800 K. Firma tehdy nesla název Autogena, kotlárna, dílna strojnická a autogenní svařování K. Pálka v Hradci Králové. Rozvoj firmy se snažil podpořit účastí na různých výstavách a prezentačních akcích, např. 3. července – 2. srpna 1926 na Hospodářsko-průmyslové výstavě severovýchodních Čech v Jaroměři. V období hospodářské krize měl majitel velké rozpory se svými zaměstnanci, především s těmi z KSČ.
Další osudy firmy nejsou známé. Poslední zmínka v tisku je o ní v roce 1935. V Adresáři Protektorátu Čechy a Morava pro průmysl, živnosti, obchod a zemědělství z roku 1939 není o této společnosti ani slovo, což znamená, že zanikla někdy mezi léty 1935 a 1939.